# Scaphioides nitens
Espèce
Synonymes
- Stenoonops nitens Bryant, 1942

Scaphioides nitens est une espèce d'araignées aranéomorphes de la famille des Oonopidae.

## Distribution
Cette espèce est endémique des îles Vierges des États-Unis. Elle se rencontre en Sainte-Croix, à Saint-John et à Saint Thomas.

## Description
Le mâle mesure 1,31 mm et la femelle 1,31 mm.

## Publication originale
- Bryant, 1942 : Notes on the spiders of the Virgin Islands. Bulletin of the Museum of Comparative Zoology, no 89, p. 317-366 (texte intégral).